# Selección de fútbol sub-20 de los Emiratos Árabes Unidos
La Selección de fútbol sub-20 de los Emiratos Árabes Unidos, conocida como la Selección juvenil de fútbol de los Emiratos Árabes Unidos, es el equipo que representa al país en la Copa Mundial de Fútbol Sub-20 y en el Campeonato Juvenil de la AFC, y es controlada por la Federación de Fútbol de los Emiratos Árabes Unidos.

## Palmarés
- Campeonato Juvenil de la AFC: 1

2008

## Estadísticas

### Mundial Sub-20
- de 1977 a 1995: No clasificó
- 1997: 2.ª Ronda
- de 1999 a 2001: No clasificó
- 2003: Cuartos de final
- de 2005 a 2007: No clasificó
- 2009: Cuartos de final
- de 2011 a 2019: No clasificó

### Campeonato Juvenil de la AFC
| Sede(s) / Año | Ronda            |
| ------------- | ---------------- |
| 1982          | 4.º lugar        |
| 1985          | 3º Lugar         |
| 1986          | No clasificó     |
| 1988          | 4.º lugar        |
| 1990          | No clasificó     |
| 1992          | 4.º lugar        |
| 1994          | No clasificó     |
| 1996          | 3.er lugar       |
| 1998          | No clasificó     |
| 2000          | Fase de grupos   |
| 2002          | Cuartos de final |
| 2004          | No clasificó     |
| 2006          | Fase de grupos   |
| 2008          | Campeón          |
| 2012          | Fase de grupos   |
| 2014          | Cuartos de final |

## Premios individuales

### Mundial Sub-20
| Año  | Nombre       | Premio       |
| 2003 | Ismail Matar | Balón de Oro |
| ---- | ------------ | ------------ |

### Campeonato Juvenil de la AFC
| Año  | Nombre       | Premio                 |
| 2008 | Ahmed Khalil | Mejor Jugador Goleador |
| ---- | ------------ | ---------------------- |

### Jugador Asiático del Año
| Año  | Nombre       | Premio                          |
| 2008 | Ahmed Khalil | Jugador Juvenil del Año en Asia |
| ---- | ------------ | ------------------------------- |